# Saints of Los Angeles
Saints of Los Angeles é o nono álbum de estúdio da banda norte-americana Motley Crue. O disco teve grande sucesso, chegando à 4º colocação na Billboard 200, à mesma colocação da Top Internet Albums, à 3ª na Top Canadian Albums, ao topo da Top Independent Albums, e a uma posição desconhecida da European Top 100 Albums.
É o primeiro álbum desde a volta do baterista Tommy Lee. A faixa-título é a primeira na história a ser lançada em um jogo, no caso Rock Band, antes de ser disponibilizada para venda. Todas as músicas foram compostas pelo baixista Nikki Sixx em parceria com DJ Ashba e James Michael, seus companheiros no Sixx A.M. O trio também produziu o álbum ao lado de Marti Frederiksen.

## Faixas
| N.º            | Título                     | Compositor(es)                                         | Duração |  |
| 1.             | "L.A.M.F."                 | Nikki Sixx, James Michael, DJ Ashba, Marti Frederiksen | 1:23    |  |
| 2.             | "Face Down in the Dirt"    | Sixx, Michael, Ashba, Frederiksen                      | 3:44    |  |
| 3.             | "What's It Gonna Take"     | Sixx, Michael, Ashba, Frederiksen                      | 3:45    |  |
| 4.             | "Down at the Whisky"       | Sixx, Michael, Ashba, Frederiksen                      | 3:50    |  |
| 5.             | "Saints of Los Angeles"    | Sixx, Michael, Ashba, Frederiksen                      | 3:40    |  |
| 6.             | "Mutherfucker of the Year" | Sixx, Mick Mars, Michael, Ashba, Frederiksen           | 3:55    |  |
| 7.             | "The Animal in Me"         | Sixx, Mars, Michael, Ashba, Frederiksen                | 4:16    |  |
| 8.             | "Welcome to the Machine"   | Sixx, Michael, Ashba, Frederiksen                      | 3:00    |  |
| 9.             | "Just Another Psycho"      | Sixx, Mars, Michael, Ashba, Frederiksen                | 3:36    |  |
| 10.            | "Chicks = Trouble"         | Sixx, Mars, Michael, Ashba, Frederiksen                | 3:13    |  |
| 11.            | "This Ain't a Love Song"   | Sixx, Mars, Tommy Lee, Michael, Frederiksen            | 3:25    |  |
| 12.            | "White Trash Circus"       | Sixx, Mars, Michael, Ashba, Frederiksen                | 2:51    |  |
| 13.            | "Goin' Out Swingin'"       | Sixx, Michael, Ashba, Frederiksen                      | 3:27    |  |
| Duração total: | Duração total:             | Duração total:                                         | 44:03   |  |

## Créditos
- Vince Neil - vocal
- Mick Mars - guitarra, vocal de apoio
- Nikki Sixx - baixo, vocal de apoio
- Tommy Lee - bateria, vocal de apoio

Músicos adicionais
- Josh Todd, Jacoby Shaddix, James Michael e Chris Taylor Brown - vocal de apoio na versão "gang vocal" de "Saints of Los Angeles".